# Kevin Manfredi
Kevin Manfredi (Sarzana, 3 gennaio 1995) è un pilota motociclistico italiano.
Vincitore della World Supersport Challenge della categoria Supersport nel 2020 e nel 2021.

## Carriera
A sei anni inizia a cimentarsi nelle prime competizioni sportive e dal 2002 al 2008 diventa campione Regionale Toscano.
Nel 2007 si classifica secondo nel CIV categoria MiniGP 50cc e nel 2009 è il miglior esordiente nel campionato Italiano Velocità 125SP (classificandosi quarto nella classifica generale). Nel 2011 disputa tre gare nel CIV Stock 600 conquistando otto punti ed il ventiduesimo posto in classifica. Nel 2012 diventa collaudatore Honda Italia e corre il campionato italiano nella categoria Superstock 600 passando poi nel 2013 alla European Junior Cup dove si classifica quarto assoluto e primo pilota italiano.
Nel 2014 gareggia con il team Agro-On Wil Racedays nel campionato europeo Superstock 600 dove si classifica nono assoluto e ottiene nella gara di Assen il secondo gradino del podio. Nella stessa stagione disputa quattro gare nel campionato italiano Supersport conquistando quattordici punti. L'anno successivo gareggia in parte nell'europeo superstock e in parte nel mondiale Supersport dove ottiene il suo primo punto in occasione dell'ultima gara stagionale.
Nel 2016 gareggia nuovamente nel campionato Italiano Velocità in sella a una Suzuki GSX-R 600 con cui ottiene due piazzamenti a podio, partecipa inoltre alla gara disputata in Italia del mondiale Supersport. Nel 2017 disputa metà del campionato italiano Superbike in sella ad una Suzuki del team Biker's Island RT classificandosi ventitreesimo, oltre a gareggiare nelle competizioni di durata del campionato mondiale Endurance dove si classifica al quinto posto nella categoria Stock 1000.
Nel 2018 guida una Kawasaki nel mondiale Endurance, partecipa a tre gare del British Superbike Championship e si classifica al quinto posto nel campionato Italiano Velocità Supersport 600 in sella ad una Yamaha con due vittorie all'attivo.
Nel 2019 rinnova con i team del 2018 sia per il mondiale Endurance che per il CIV, arriva secondo alla 24 ore di Le Mans nella categoria Stock 1000, al quarto posto nel mondiale Endurance e al quarto posto nel campionato Italiano Velocità, vincendo una gara.
Nel 2020 inizia l'annata come pilota di MV Agusta nel CIV Supersport. In questa categoria conquista otto punti ed il ventitreesimo posto in classifica. A stagione in corso si trasferisce nel campionato Mondiale Supersport dove sostituisce il francese Xavier Navand in sella ad una Yamaha YZF-R6 del team Altogoo Racing. Termina la stagione al quattordicesimo posto in classifica mondiale. È inoltre iscritto alla graduatoria della World Supersport Challenge, evento che nel 2020 sostituisce la Coppa Europa e vinto proprio da Manfredi con trentanove punti, sei in più del primo degli inseguitori. Nel 2021 abbandona temporaneamente il campionato mondiale Endurance per concentrarsi nella difesa del World Supersport Challenge. Si classifica diciassettesimo tra i piloti ed è nuovamente campione della World Supersport Challenge con trentasei punti. Nella stessa stagione è pilota titolare nel campionato italiano Supersport dove chiude ottavo conquistando un podio a Imola. Nel campionato mondiale Endurance prende parte solamente alla 12 Ore di Estoril con il Wójcik Racing nella classe Superstock, gara chiusa con un 25º posto.
Nella stagione 2022 è in pianta stabile nel campionato mondiale Endurance, dove Manfredi corre insieme a Marek Szkopek e Danny Webb. Nello stesso anno è pilota titolare del team Pramac Racing nella coppa del mondo di MotoE, il compagno di squadra è Javier Forés. Disputa una stagione regolare andando a punti in tutte le gare tranne una (in cui si classifica sedicesimo) e chiude al dodicesimo posto in classifica. Sempre nel 2022 disputa gran parte del Campionato Italiano Superbike. In sella ad una Suzuki GSX-R1000 ottiene punti in tutte le gare disputate classificandosi tredicesimo.
Nel 2023 Manfredi rinnova tutti i campionati affrontati nell'anno precedente. Corre quindi nel Mondiale Endurance con il Wojcik Racing Team; rimane nel Campionato Mondiale MotoE, firmando con il Team SIC58 di Paolo Simoncelli, il compagno di Squadra è Kevin Zannoni. Con le moto elettriche conquista due secondi posti, uno nel GP del Mugello ed uno nel GP di Silverstone, classificandosi al decimo posto in campionato. Disputa tre Round del Campionato Italiano Superbike con una Suzuki GSX-R1000 del Team Penta Motorsport di Ivan Goretti, con cui conquista il secondo gradino del podio nel primo evento a Misano. Totalizza cinquantun punti classificandosi al tredicesimo posto. Nel 2024 prosegue con il team SIC58 con le motociclette elettriche, il compagno di squadra è Massimo Roccoli. Conquista punti in tutte le prove in calendario e si classifica quindicesimo. Nel Campionato Italiano invece prosegue la collaborazione con Penta Motorsport, con trentadue punti si classifica sedicesimo.

## Risultati in gara

### Campionato mondiale Supersport
| 2015 | Moto  |  |  |  |  |  |  |  |    |  |     |    |    |  |  |  |  |  |  |  |  |  |  |  |  | Punti | Pos. |
| ---- | ----- |  |  |  |  |  |  |  | -- |  | --- | -- | -- |  |  |  |  |  |  |  |  |  |  |  |  | ----- | ---- |
| 2015 | Honda |  |  |  |  |  |  |  | 18 |  | Rit | NP | 15 |  |  |  |  |  |  |  |  |  |  |  |  | 1     | 34º  |

| 2016 | Moto   |  |  |  |  |  |  |  |    |  |  |  |  |  |  |  |  |  |  |  |  |  |  |  |  | Punti | Pos. |
| ---- | ------ |  |  |  |  |  |  |  | -- |  |  |  |  |  |  |  |  |  |  |  |  |  |  |  |  | ----- | ---- |
| 2016 | Suzuki |  |  |  |  |  |  |  | 12 |  |  |  |  |  |  |  |  |  |  |  |  |  |  |  |  | 4     | 34º  |

| 2019 | Moto   |  |  |  |  |  |  |   |  |  |  |  |  |  |  |  |  |  |  |  |  |  |  |  |  | Punti | Pos. |
| ---- | ------ |  |  |  |  |  |  | - |  |  |  |  |  |  |  |  |  |  |  |  |  |  |  |  |  | ----- | ---- |
| 2019 | Yamaha |  |  |  |  |  |  | 8 |  |  |  |  |  |  |  |  |  |  |  |  |  |  |  |  |  | 8     | 23º  |

| 2020 | Moto   |  |  |  |     |    |  |  |    |     |   |    |   |    |    |    |  |  |  |  |  |  |  |  |  | Punti | Pos. |
| ---- | ------ |  |  |  | --- | -- |  |  | -- | --- | - | -- | - | -- | -- | -- |  |  |  |  |  |  |  |  |  | ----- | ---- |
| 2020 | Yamaha |  |  |  | Rit | 13 |  |  | 13 | Rit | 5 | 13 | 5 | 10 | 14 | 18 |  |  |  |  |  |  |  |  |  | 39    | 14º  |

| 2021 | Moto   |    |    |     |    |    |     |    |    |    |     |    |    |    |    |    |     |    |    |     |    |  |  |  |  | Punti | Pos. |
| ---- | ------ | -- | -- | --- | -- | -- | --- | -- | -- | -- | --- | -- | -- | -- | -- | -- | --- | -- | -- | --- | -- |  |  |  |  | ----- | ---- |
| 2021 | Yamaha | 13 | 12 | Rit | 14 | 12 | Rit | 15 | 11 | 13 | Rit | 17 | 19 | 12 | 11 | 30 | Rit | AN | 17 | Rit | 11 |  |  |  |  | 36    | 17º  |

| Legenda | 1º posto        | 2º posto            | 3º posto           | A punti      | Senza punti        | Grassetto – Pole position Corsivo – Giro più veloce |
| Legenda | Gara non valida | Non qual./Non part. | Ritirato/Non class | Squalificato | '-' Dato non disp. | Grassetto – Pole position Corsivo – Giro più veloce |

### Motomondiale
| 2022 | Classe | Moto     |    |    |    |    |    |   |    |   |    |    |   |    |  |  | Punti | Pos. |
| ---- | ------ | -------- | -- | -- | -- | -- | -- | - | -- | - | -- | -- | - | -- |  |  | ----- | ---- |
| 2022 | MotoE  | Energica | 13 | 10 | 13 | 16 | 10 | 9 | 11 | 7 | 10 | 11 | 8 | 11 |  |  | 58,5  | 12º  |

| 2023 | Classe | Moto   |   |     |   |   |    |    |    |    |   |   |   |    |    |    |   |    | Punti | Pos. |
| ---- | ------ | ------ | - | --- | - | - | -- | -- | -- | -- | - | - | - | -- | -- | -- | - | -- | ----- | ---- |
| 2023 | MotoE  | Ducati | 7 | Rit | 7 | 2 | 12 | 13 | 13 | 10 | 2 | 9 | 9 | 10 | 10 | 12 | 4 | 18 | 117   | 10º  |

| 2024 | Classe | Moto   |   |    |    |    |    |    |    |    |    |    |    |    |    |    |    |    | Punti | Pos. |
| ---- | ------ | ------ | - | -- | -- | -- | -- | -- | -- | -- | -- | -- | -- | -- | -- | -- | -- | -- | ----- | ---- |
| 2024 | MotoE  | Ducati | 8 | 14 | 10 | 11 | 11 | 10 | 13 | 14 | 10 | 15 | 15 | 13 | 14 | 15 | 13 | 14 | 56    | 15º  |

| Legenda | 1º posto        | 2º posto            | 3º posto            | A punti      | Senza punti        | Grassetto – Pole position Corsivo – Giro più veloce |
| Legenda | Gara non valida | Non qual./Non part. | Ritirato/Non class. | Squalificato | '-' Dato non disp. | Grassetto – Pole position Corsivo – Giro più veloce |